# Андроник (Елпидинский)
Архимандрит Андроник (в миру Андрей Яковлевич Елпидинский или Эльпидинский; 3 (15) ноября 1894, Петрозаводск, Олонецкая губерния, Российская империя — 30 марта 1959, Саут-Кейнан, Пенсильвания) — архимандрит Северо-Американской митрополии, клирик Свято-Тихоновского монастыря в Саут-Кейнане.

## Биография
Родился 3 ноября 1894 года в Петрозаводске в семье преподавателя Олонецкой духовной семинарии Я. С. Елпидинского.
В 1916 году окончил Олонецкую духовную семинарию и поступил в Петроградскую духовную академию, но не сумел закончить её, так как в том же году Был призван в действующую армию.
После октябрьской революции уехал в Финляндию, а в 1920 году — в Германию. Переехал во Францию в 1923 году. Работал электротехником.
2 ноября 1925 году на Парижском Сергиевском подворье пострижен в монашество и через две недели был рукоположен в сан иеромонаха, после чего служил приходским священником во Франции.
В 1926 году по благословению митрополита Евлогия (Георгиевского) направлен в Бельфор (в Вогезах), где организовал православный приход для русских эмигрантов, работавших на заводе «Пежо». Участвовал также в организации приходов в департаменте Ду: в Безансоне, Монбельяре, Сошое и других.
Окончил Свято-Сергиевский богословский институт в Париже. Участвовал в Русском студенческом христианском движении. Член Братства святой Софии
В 1927 году участвовал в первом епархиальном собрание Западно-Европейских русских церквей в Париже.
В 1929 году подал прошение о переводе в Индию для духовного окормления живших там православных русских людях (ок. 300 человек) и получил благословение митрполита Евлогия. В июле 1931 года отплыл на пароходе из Марселя на остров Цейлон, откуда переехал в Бангалор (Индия) и посвятил себя пастырской деятельности, помогая Православной Церкви Южной Индии в Траванкоре.
По просьбе православных русских людей ездил для совершения треб в Калькутту, Бомбей, Бангалор.
В 1933 году получил право на владение 1 акром земли около селения Патали, близ Патанапурама, и к 1939 году выстроил на этой земле хижину и церковь, где совершал богослужения.
В 1937 году по указу митрополита Евлогия возведён в сан архимандрита.
В 1947 году Индия получила независимость, в том же году были установлены дипломатические отношения с СССР, после чего последовало расширение русского отделения Университета Дели, куда в том же году был приглашён архимандрит Андроник для преподавания русского языка.
Архимандрит Андроник пробыл в Дели больше года и за это время познакомил своих студентов с основами Православия. В одной из 2 комнат, которые он занимал, им был устроена домовая церковь.
Как отмечает диакон Георгий Максимов, «за восемнадцать лет как миссионер он не добился ничего. После него не осталось даже маленькой общины православных христиан, которых бы он обратил».
В августе 1948 года получил приглашение от епископа Иоанна (Шаховского) приехать в США для продолжения пастырской деятельности и в июле 1949 года прибыл в Нью-Йорк.
Некоторое время жил в Канаде, где служил в юрисдикции Северо-Американской митрополии.
Последний период жизни провёл в США, там он завершил свои записки о жизни в Индии, о которых Н. М. Зёрнов писал, что они «рассказывают об одиноком подвиге русского священника, отдавшего себя мало понятной большинству миссионерской работе».
В 1951 года принимал участие в работе 8-го Всеамериканского церковного собора и делал на нем доклад о положении церквей в Канаде.
В 1950-х годы преподавал в Свято-Тихоновской семинарии в городе Саут-Кэйнан, штат Пенсильвания, США, и числился насельником Свято-Тихоновского монастыря, расположенного там же.
Погиб 30 марта 1959 года в результате авиакатастрофы.